# Doliosz
Doliosz, görög mitológiai alak. Odüsszeusz kertésze volt, s ura távolléte alatt is hű maradt hozzá, felügyelte birtokait. Homérosz Odüsszeia-ja szerint mellette állt, amikor legyilkolta felesége, Pénelopé kérőit.